# Departamentul Comayagua

Amplasarea departamentului

Comyagua este un departament al Hondurasului cu populația de 400.000 locuitori (2006) și o suprafață de 5.124 km².